# Discovery Family
Discovery Family (in precedenza The Hub e Hub Network) è un canale digitale e satellitare statunitense lanciato il 10 ottobre 2010. Il canale, che ha rimpiazzato Discovery Kids, è una joint venture tra Warner Bros. Discovery e Hasbro.
Discovery Family è rivolto a due tipi di pubblico: durante il giorno verso i bambini, con programmi per bambini originali o acquistati, e di sera alle famiglie, con repliche di vecchie sitcom, serie drammatiche e lungometraggi. La dirigente Margaret Loesch occupa la posizione di presidente e direttore generale di Hub Network. Il canale è disponibile per circa 60 milioni di iscritti.
Una delle proprietà originali più notevole della rete si è dimostrata essere My Little Pony - L'amicizia è magica. Si tratta di una serie animata basata sulla linea di giocattoli My Little Pony di Hasbro che è diventata non solo la sua produzione più apprezzata tra quelle rivolte al target demografico previsto di bambine, ma ha anche attratto un seguito inaspettatamente significativo di appassionati adolescenti e adulti sia maschi sia femmine.
Altri programmi originali notevoli comprendono Transformers: Prime, Transformers: Rescue Bots, Wizards vs Aliens e Pound Puppies.
Discovery Family si affida di norma ai franchise per la propria programmazione. La maggior parte della programmazione originale del canale è legata a marchi di proprietà di Hasbro e a quelli del suo attuale partner American Greetings, con l'unica eccezione costituita da R.L. Stine's The Haunting Hour e da The Aquabats! Super Show!.
In occasione di una registrazione di debiti nel giugno 2011 con la Securities and Exchange Commission, Discovery Communications ha indicato che il canale potrebbe valere meno di quanto ritenuto precedentemente, basandosi sulle statistiche sull'audience. Il gruppo dirigenziale di The Hub sta attualmente compiendo una corretta analisi dei dati riguardanti il canale.

## Storia
Il 30 aprile 2009, la compagnia produttrice di giocattoli e di media Hasbro annunciò che avrebbe costituito una joint venture con Discovery Communications per creare una nuova stazione televisiva pensata per le famiglie che avrebbe sostituito il canale Discovery Kids della Discovery. Discovery si sarebbe occupata della vendita degli spot pubblicitari, mentre Hasbro sarebbe stata responsabile della programmazione. Per quanto intenzionato a mantenere le serie educative (tra cui quelle importate da Discovery Kids), il network pianificò l'inclusione di nuova programmazione originale basata sui franchise Hasbro come G.I. Joe, My Little Pony, Transformers, e game show basati sui suoi giochi da tavolo.

Il canale è stato lanciato alle 10:00 del mattino ET (7:00 ora pacifica) il 10/10/2010, rimpiazzando il canale Discovery Kids dopo una maratona finale di Kenny the Shark. Il primo programma trasmesso sul canale è stato The Twisted Whiskers Show.
Discovery Communications e Hasbro hanno annunciato che, la rete Hub, sarebbe stata rinominata Discovery Family Channel a partire dal 13 ottobre 2014.

## Programmazione
La programmazione comprende Le avventure di Chuck & Friends, Strawberry Shortcake's Berry Bitty Adventures, My Little Pony - L'amicizia è magica, Pound Puppies, Transformers: Prime, G.I. Joe - La vendetta, La foresta dei sogni, R.L. Stine's The Haunting Hour, The Aquabats! Super Show! e Dan Vs..
La programmazione di Hasbro include cartoni basati su My Little Pony - L'amicizia è magica, Transformers, Pound Puppies e Fragolina Dolcecuore. In più, l'emittente trasmette Family Game Night, che è basata su giochi da tavolo di Hasbro riadattati in forma di videogioco.
Vi sono anche alcuni programmi in origine di Discovery Kids, come Endurance, a differenza delle altre emittenti Discovery rinominate, le quali hanno intrapreso programmazioni completamente nuove. La rete trasmette anche contenuti provenienti dalla libreria di programmi Sunbow Productions acquistata da Hasbro incentrati su prodotti Hasbro, tra cui Transformers e G.I. Joe: A Real American Hero, anche se non trasmette cartoni basati su proprietà Hasbro (o compagnie di giocattoli precedenti come Tonka (azienda) che vennero in seguito inglobate da Hasbro) creati da Hanna-Barbera o Ruby-Spears Productions, le cui librerie sono proprietà di Time Warner e vengono trasmesse su Cartoon Network e Boomerang. Hub Network è anche autorizzata a trasmettere proprietà riguardanti Batman e Superman di Time Warner, come Batman Beyond, Batman: The Animated Series, la serie live-action originale "Batman" degli anni sessanta, Superman: The Animated Series e Lois & Clark - The New Adventures of Superman.
Sempre dalla Time Warner, nel 2013 ha cominciato a trasmettere gli Animaniacs.

## Hub Network HD
Il giorno di lancio di Hub Network, Dish Network, Verizon FiOS e AT&T U-Verse hanno inaugurato le versioni ad alta definizione delle proprie stazioni sulla propria lista di canali. Bright House, Cablevisión, Charter, Comcast, Cox, Mediacom, Suddenlink e Time Warner Cable ora supportano anch'essi l'HD in molte delle loro distribuzioni.

### Versioni internazionali
Il 31 marzo 2016 la versione EMEA di Discovery World fu rilanciata come versione regionale di Discovery Family. Il 14 settembre 2017 una versione francese di Discovery Family venne lanciata in Francia; il canale cessò le operazioni il 29 marzo 2022.